# Петра Вінценгеллер
Петра Вінценгеллер (нім. Petra Winzenhöller; нар. 11 березня 1972) — колишня німецька тенісистка.
Найвищу одиночну позицію світового рейтингу — 139 місце досягла 6 березня 1995, парну — 233 місце — 19 лютого 1996 року.
Здобула 1 одиночний та 3 парні титули.

## Фінали ITF
| Турніри $75,000 |
| Турніри $10,000 |

### Одиночний розряд: 2 (1–1)
| Результат | Ранг | Дата           | Турнір             | Покриття | Суперниця         | Рахунок       |
| --------- | ---- | -------------- | ------------------ | -------- | ----------------- | ------------- |
| Перемога  | 1.   | 8 серпня 1994  | Пловдив, Болгарія  | Ґрунт    | Вероніка Мартінек | 6–4, 6–0      |
| Поразка   | 1.   | 27 травня 1996 | Стамбул, Туреччина | Тверде   | Емілі Бонд        | 6–1, 3–6, 1–6 |

### Парний розряд: 6 (3–3)
| Результат | Ранг | Дата              | Турнір                       | Покриття | Партнерка            | Суперниці                        | Рахунок             |
| --------- | ---- | ----------------- | ---------------------------- | -------- | -------------------- | -------------------------------- | ------------------- |
| Перемога  | 1.   | 24 серпня 1992    | Грифіно, Польща              | Ґрунт    | Ізабела Лістовська   | Miroslava Kočí Зузана Немшакова  | 7–6(2), 6–7(5), 7–5 |
| Поразка   | 1.   | 12 жовтня 1992    | Бургдорф, Швейцарія          | Килим    | Ізабела Лістовська   | Ніколь Пратт Крістін Годрідж     | 3–6, 0–6            |
| Поразка   | 2.   | 23 листопада 1992 | Бангкок, Таїланд             | Тверде   | Ізабела Лістовська   | Kim Ih-sook Pyo Hye-jeong        | 6–4, 3–6, 4–6       |
| Поразка   | 3.   | 28 лютого 1994    | Бухен, Німеччина             | Килим    | Ізабела Лістовська   | Кароліне Стассен Анікве Снейдерс | 4–6, 4–6            |
| Перемога  | 2.   | 7 березня 1994    | Оффенбах-на-Майні, Німеччина | Килим    | Зандра Вахтерсгойзер | Юка Йосіда Мотідзукі Хіроко      | 7–6, 6–3            |
| Перемога  | 3.   | 28 березня 1994   | Марса (Мальта), Мальта       | Ґрунт    | Ізабела Лістовська   | Івана Гаврлікова Елізма Нортьє   | 7–6(5), 6–3         |